# سیارک ۸۹۷۳۹
سیارک ۸۹۷۳۹ (به انگلیسی: 89739 Rampazzi، نامگذاری:2002AL7) هشتاد و نه هزار و هفتصد و سی و نهمین سیارک کشف شده‌است که در ۹ ژانویه ۲۰۰۲ کشف شد.